# Élection sénatoriale partielle de 2025 à Saint-Pierre-et-Miquelon
Pour un article plus général, voir Élections sénatoriales françaises.
L'élection sénatoriale partielle de 2025 à Saint-Pierre-et-Miquelon est prévue le 14 septembre 2025. Elle vise à renouveler l'unique sénateur de la collectivité à la suite de la démission de Jean-Marc Ruel.

## Contexte
Les élections sénatoriales de 2023 ont vu Annick Girardin, de Cap sur l'avenir, être élue sénatrice, toutefois, le 13 septembre 2024, elle est déchue de son mandat de sénatrice de Saint-Pierre-et-Miquelon et est déclarée inéligible pour un an par le Conseil constitutionnel, qui lui reproche de ne pas avoir ouvert de compte de campagne,. Une élection partielle est alors organisée le 8 décembre 2024, qui aboutit à l'élection de Jean-Marc Ruel, du même parti que sa prédécesseure. Ce dernier s'est alors engagé à démissionner au délai de la peine d'inéligibilité d'Annick Girardin afin de lui permettre de reprendre sa place, promesse qu'il tient en démissionnant de son mandat le 10 juillet 2025.

## Modalités

### Date
Cette élection se tiendra le 14 septembre 2025.

### Mode de scrutin
Saint-Pierre-et-Miquelon étant représentée par un seul sénateur, ce dernier est élu au scrutin uninominal majoritaire à deux tours. Est élu le candidat qui réunit la majorité absolue des suffrages exprimés et les voix d'un quart des électeurs inscrits dans la circonscription. À défaut, un second tour est organisé. Celui qui remporte le plus de voix au second tour est déclaré élu.

### Collège électoral
Les élections sénatoriales sont un scrutin indirect, cela signifie que seuls les grands électeurs sont appelés à voter lors de cette élection. Sont considérés comme grands électeurs:
- le député et le sénateur ;
- les conseillers territoriaux ;
- les délégués des conseils municipaux.

Le collège électoral est ainsi composé de 38 électeurs : le député de Saint-Pierre-et-Miquelon, les 19 conseillers territoriaux et 18 délégués des conseils municipaux (15 délégués pour Saint-Pierre et 3 délégues pour Miquelon-Langlade).

## Résultats

### Sénateur sortant et élu
| Sénateur sortant | Parti | Parti | Groupe | Groupe | Sénateur élu | Parti | Parti | Groupe | Groupe |
| ---------------- | ----- | ----- | ------ | ------ | ------------ | ----- | ----- | ------ | ------ |
| Jean-Marc Ruel   |       | CSA   |        | RDSE   |              |       |       |        |        |